# 생식질자원정보네트워크
생식질자원정보네트워크(Germplasm Resources Information Network, GRIN)는 국가식물생식질시스템(National Plant Germplasm System, NPGS)을 통해 수집된 모든 식물 생식질의 컴퓨터 데이터베이스를 포괄적으로 관리하기 위한 온라인 미국 농무부의 국가유전자원프로그램(National Genetic Resources Program, NGRP) 소프트웨어 프로젝트이다. 생식질자원정보네트워크(GRIN)은 곤충(무척추동물)과 미생물 및 동물 종의 생식질에 관한 정보를 관리하는 것까지 역할을 확장했다

## 같이 보기
- 국제 식물명 색인